# Desejado Lima da Costa
Desejado Lima da Costa (Bolama 31 de gener de 1956 — Lisboa, 22 d'octubre de 2012, fou un sindicalista i polític de Guinea Bissau.
Desejado Lima començà a treballar com a locutor a Rádio Nacional da Guiné-Bissau. Fou secretari general de la Unió Nacional de Treballadors de Guinea Bissau (UNTG) des de gener de 1994.
Durant la seva etapa com a dirigent sindical, fou empresonat pels règims dels presidents Nino vieira i Kumba Ialá. Després de complir el seu mandat en UNTG, en 2009 fou convidat a exercir l'important i polèmic càrrec de President de la Comissão Nacional de Eleições (CNE) especialment polèmica durant les eleccions presidencials de Guinea Bissau de 2012. Després del cop d'estat de 2012 a Guinea Bissau, el seu fill Camilo Lima da Costa va dir RDP Africa, que els soldats havien saquejat la casa dels seus pares, però que tots dos eren sans i estalvis. Es va amagar durant 40 dies a la seu de la Unió Europea a Bissau. D'allí marxaria a Portugal, i va morir a l'Institut d'Oncologia de Lisboa, on era tractant-se una malaltia.